# 1248 Jugurtha
1248 Jugurtha (1932 RO) là một tiểu hành tinh vành đai chính được phát hiện ngày 1 tháng 9 năm 1932 bởi C. Jackson ở Johannesburg (UO).